# Təzəkənd (İsmayıllı)
Təzəkənd è un comune dell'Azerbaigian situato nel distretto di İsmayıllı. Conta una popolazione di 1 520 abitanti.